# Папазидеро
Папазидеро (итал. Papasidero) је насеље у Италији у округу Козенца, региону Калабрија.
Према процени из 2011. у насељу је живело 457 становника. Насеље се налази на надморској висини од 167 м.

## Становништво
Према резултатима пописа становништва 2011. у општини је живело 808 становника.
| 1931. | 1936. | 1951. | 1961. | 1971. | 1981. | 1991. | 2001. | 2011. |
| ----- | ----- | ----- | ----- | ----- | ----- | ----- | ----- | ----- |
| 2.848 | 2.780 | 2.630 | 2.281 | 1.641 | 1.311 | 1.185 | 1.019 | 808   |